# 올드보이
《올드보이》(Oldboy)는 대한민국의 영화 감독인 박찬욱 감독의 2003년 작품이다. 최민식이 주연을 맡았다.
일본 만화 《올드보이》의 설정을 기반으로 이유를 모른 채 갇혀 지낸 남자가 자신이 감금된 이유를 알아내는 과정을 그렸다. 2004년 칸 영화제에서 한국영화 최초로 심사위원 대상을 수상했다.
《복수는 나의 것》, 《친절한 금자씨》와 더불어 이른바 '복수 삼부작' 중 두 번째에 해당하는 작품이다. 또한 《올드보이》의 장면은 후에 영화 《야수와 미녀》, 《애정결핍이 두 남자에게 미치는 영향》에서 패러디 되기도 하였다.
미국에서는 타르탄 필름(Tartan films) 배급으로 2005년 3월 25일 개봉했다.

## 줄거리
오대수는 술에 만취하여 집에 돌아가던 날 영문도 모른 채 붙잡혀 15년동안 어느 골방에 갇힌다. 15년 후, 이유도 모른 채 내보내진 오대수는 자신을 누가 감금했는지 그리고 왜 감금했는지에 대한 복수심에 불타게 되고, 그를 감금한 이우진은 태연히 다시 나타나 5일 안에 자신을 왜 가두었는지에 대해 알아낸다면 스스로 목숨을 끊겠다면서 알아맞추는 제의를 한다.
오대수는 수수께끼를 푸는 과정에서 일식집에서 만난 미도를 사랑하게 되고, 동침하게 된다.
이후 오대수는 이우진이 사실은 자기 고등학교 동문이었고, 자신이 서울로 전학가기 전에 이우진이 이우진의 누나와 부적절한 관계에 있음을 별 생각없이 퍼뜨리고 떠났었다는 사실을 기억해내게 된다. 자신은 세월이 지나면서 완전히 잊어버린 일이지만 그 말 한마디에 이우진의 누나는 상상임신을 하게 되었고, 주위의 수군거림에 못 이겨 투신자살하게 된 것이었다.
이를 알아낸 오대수는 해답을 들고 이우진이 있는 곳으로 찾아가게 되는데, 이우진은 거기서 미도가 사실은 오대수의 딸이며, 자신은 두 사람에게 최면을 걸어 서로 사랑에 빠질 수밖에 없도록 하였음을 폭로한다. 즉, 15년동안 감금했던 오대수를 굳이 풀어준 이유는 근친상간을 하도록 함으로써 같은 방법으로 복수하기 위함이었다는 것이다.
이러한 충격적인 사실을 미도에게도 알리려는 이우진에게 오대수는 이를 덮기 위해 스스로 혀를 자르며 속죄하려 하고, 이우진은 이러한 오대수의 모습을 보고 허탈한 웃음을 지었고 엘리베이터 안에서 자살한다.

## 출연진
- 최민식 - 오대수 역
- 유지태 - 이우진 역
- 강혜정 - 미도 역
- 김병옥 - 경호실장 역
- 지대한 - 노주환 역
- 오달수 - 철웅 역
- 이승신 - 형자 역
- 윤진서 - 수아, 미장원 소녀 역
- 오태경 - 소년 오대수 역
- 유연석 - 소년 이우진 역
- 유일한 - 소년 노주환 역
- 오순태 - 철웅 부하 역

## 수상
- 2005년 제3회 방콕국제영화제 감독상(박찬욱)
- 2005년 제10회 홍콩금자형장 10대외국어영화상
- 2005년 제24회 홍콩금상장영화제 아시아영화상
- 2004년 제15회 스톡홀름영화제 관객상
- 2004년 제37회 시체스영화제 오피셜 판타스틱-최우수작품상
- 2004년 제5회 부산영화평론가협회상 감독상(박찬욱)
- 2004년 제5회 부산영화평론가협회상 여우주연상(강혜정)
- 2004년 제5회 부산영화평론가협회상 촬영상
- 2004년 제5회 부산영화평론가협회상최우수 작품상
- 2004년 제12회 이천 춘사영화상 남우주연상(최민식)
- 2004년 제12회 이천 춘사영화상 심사위원특별상
- 2004년 제12회 이천 춘사영화상 촬영상
- 2004년 제12회 이천 춘사영화상 편집상
- 2004년 제49회 아시아태평양영화제 감독상(박찬욱)
- 2004년 제49회 아시아태평양영화제 남우주연상(최민식)
- 2004년 제41회 대종상 영화제 감독상(박찬욱)
- 2004년 제41회 대종상 영화제 남우주연상(최민식)
- 2004년 제41회 대종상 영화제 음악상
- 2004년 제41회 대종상 영화제 조명상
- 2004년 제41회 대종상 영화제 편집상
- 2004년 제40회 백상예술대상 영화부분 감독상(박찬욱)
- 2004년 제40회 백상예술대상 영화부분 남자최우수연기상(최민식)
- 2004년 제40회 백상예술대상 영화부분 여자신인연기상(윤진서)
- 2004년 제3회 대한민국영화대상 감독상(박찬욱)
- 2004년 제3회 대한민국영화대상 남우주연상(최민식)
- 2004년 제3회 대한민국영화대상 음악상
- 2004년 제3회 대한민국영화대상 조명상
- 2004년 제3회 대한민국영화대상 최우수작품상
- 2004년 제57회 프랑스 칸국제영화제 심사위원대상
- 2003년 제24회 청룡영화상 감독상(박찬욱)
- 2003년 제24회 청룡영화상 남우주연상(최민식)
- 2003년 제24회 청룡영화상 여우조연상(강혜정)

## 평가
- 2013년 미국 영화 연예 전문매체 엔터테인먼트 위클리 선정 '최고 롱테이크 신 12편'
- 2012년 영국 영화잡지 토탈필름 선정 '역대 최고 영화 톱50' - 10위
- 2011년 영국 영화잡지 토탈필름 선정 '토털필름이 좋아하는 100대 영화'
- 2011년 영국 영화잡지 토탈필름 선정 '역대 가장 폭력적인 영화 싸움장면 톱40' - 15위
- 2011년 미국 영화사이트 토마토 선정 '복수영화 톱15'
- 2010년 미국 영화사이트 TSPDT 선정 '역대 위대한 영화 1000편' - 706위
- 2010년 미국 영화 데이터베이스 사이트(IMDB) 네티즌 선정 '21세기 최고 영화 27위'
- 2010년 영국 영화전문지 엠파이어 선정 '지난 10년 최고의 외국어영화 10편'
- 2010년 영국 영화전문지 엠파이어 선정 '역대 외국어 영화 100편' - 18위
- 2010년 캐나다 토론토영화제 선정 '세계 100대 영화' - 99위
- 2010년 미국 영화연예전문사이트 필름닷컴 선정 '지난 10년간 최고 외국영화 톱10'
- 2010년 호주 2008 아시아태평양영화상 기념 'CNN 시청자 선정 아시아 최고 영화상' 후보
- 2009년 미국 대중문화지 페이스트 매거진 '2000년이후 제작된 외국영화 中 꼭 봐야할 25편' - 21위
- 2009년 뉴질랜드 영화비평가 선정 '지난 10년간 최고의 영화 톱10'
- 2009년 미국 대중연예지 엔터테인먼트 위클리(EW) 선정 '슈퍼 만화원작 영화 21편'
- 2009년 미국 영화잡지 타임아웃 선정 '지난 10년간 제작영화 中 베스트필름 50'
- 2009년 미국 뉴욕포스트 선정 '지난 10년 최고의 영화 톱10' - 2위
- 2009년 미국 미시건 대학교 신문 센트럴 미시건 라이프 선정 '2000년대 톱8 영화' - 1위
- 2008년 영국 영화전문지 엠파이어 선정 '역대 최고의 영화 500'
- 2008년 미국 영화전문사이트 TSPDT 선정 '위대한 영화 1000편' - 816위
- 2007년 영국 영화전문지 엠파이어 선정 '최고의 18세 미만 관람불가 등급 영화 50편'
- 2007년 미국 영화 비평 사이트 선정 최고의 만화 원작 영화 12위
- 2007년 미국 영화전문지 프라이머 선정 '최고의 반전 영화 20편'
- 2007년 미국 영화전문 사이트 시네마블렌드 선정 '최고의 복수영화 5편'
- 2007년 영국 영화전문지 엠파이어 선정 '역대 최고의 18금 영화'
- 2006년 미국 방송 영화비평가협회(BFCA) 최우수 외국영화상 후보
- 2006년 미국 시카고 영화비평가협회 최우수 외국영화상 후보
- 2006년 미국 The Onion 선정 '2005 최고의 영화 톱10' 1위
- 2006년 미국 샌프란시스코 베이 가디언' 베스트 영화 2위 선정
- 2006년 미국 'The Austin-American Statesman' 베스트 영화 2위 선정
- 2006년 미국 뉴욕링컨센터 영화저널 필름코멘트 선정 '2005 베스트필름 50'
- 2005년 미국 독립-예술영화 사이트 인디와이어 선정 '2005년 최고 인디-외국영화'
- 2005년 홍콩 영화평론가협회 주회 '금자형상 10대 외화'
- 2005년 미국 문화주간지 '빌리지 보이스' 선정 베스트 영화 - 35위
- 2005년 미국 음악잡지 롤링스톤 선정 '올해의 DVD TOP 25편' - 10위
- 2003년 미국 인터넷영화 사이트 에인트잇쿨 선정 '에인트잇쿨이 뽑은 올해의 10대 영화'

## 같이 보기
- 복수 삼부작
- 카스파어 하우저 - 어린 시절을 갇혀 지냈다고 주장한 독일의 실제 인물
- 진다 - 발리우드의 표절 의혹작 및 인도 영화
- 올드보이 (2013년 영화) - 미국에서 제작한 리메이크 영화